# Heteroxenotrichula subterranea
Heteroxenotrichula subterranea is een buikharige uit de familie Xenotrichulidae. Het dier komt uit het geslacht Heteroxenotrichula. Heteroxenotrichula subterranea werd in 1934 voor het eerst wetenschappelijk beschreven door Remane. 